# 布加伊夫卡 (瓦爾基區)
49°45′50″N 35°32′29″E / 49.76389°N 35.54139°E
布哈伊夫卡（烏克蘭語：Бугаївка）是位於烏克蘭東部的村莊，由哈爾科夫州博霍杜希夫區的瓦爾基市鎮負責管轄。該村始建於1700年，面積6.21平方公里，海拔高度177米，2001年人口90，人口密度每平方公里14.5人。